# Alan A'Court
Alan A'Court (30. september 1934 – 14. december 2009) var en engelsk fodboldspiller, der i det meste af hans karriere spillede i Liverpool. Han spillede fem kampe for England og repræsenterede også England ved VM i fodbold 1958.